# Hitoshi Yamagami
 (avril 2020).
Si vous disposez d'ouvrages ou d'articles de référence ou si vous connaissez des sites web de qualité traitant du thème abordé ici, merci de compléter l'article en donnant les références utiles à sa vérifiabilité et en les liant à la section « Notes et références ».
Hitoshi Yamagami, né en 1966 à Osaka, est un producteur de jeux vidéo japonais. Il est actuellement le deuxième chef de groupe du département Planification et développement de la division Planification et développement (Nintendo Software Planning & Development ou Nintendo SPD) de Nintendo. 
Entré chez Nintendo en 1989, il est notamment dans les années 2010 le producteur de la série Fire Emblem de l'épisode Awakening à Three Houses.     